# Manuel Peláez Gorrochotegui
El general Manuel Peláez Gorrochotegui fue un militar mexicano que participó en la Revolución mexicana.

## Juventud
Nació en 1882 en el área costera de la región Huasteca mexicana, entre Tampico y Veracruz, exactamente en Temapache cantón de Tuxpan, Veracruz; fueron sus padres Ignacio Peláez y Ana Gorrochotegui Herrera. Se le conoce sobre todo en la Revolución mexicana como un general independiente que combatió a las fuerzas carrancistas de los estados de Veracruz y Tamaulipas entre 1915 y 1920. El general Manuel Peláez luchó para mantener la autonomía política y económica de la región, oponiéndose al gobierno central de la Ciudad de México. La huasteca es una región que comprende actualmente, parte de los Estados de Veracruz, Tamaulipas, Hidalgo y San Luis Potosí. De ascendencia española, poseía considerables tierras ganaderas, las que luego fueron rentadas a las compañías petroleras extranjeras cuando iniciaron la explotación del petróleo.
En 1901, se descubrió petróleo en la región Huasteca, por lo que varias compañías petroleras extranjeras entraron en la región buscando la compra o arriendo de los terrenos con los rancheros locales, con miras a extraer el preciado petróleo del subsuelo mexicano. La familia de Peláez fue una de las primeras familias en ocuparse de las compañías petroleras, y Manuel Peláez emergió rápidamente como corredor respetado e influyente entre las familias locales y las compañías petroleras. Sus experiencias lo condujeron a convertirse en un hombre de negocios acertado, un contratista de trabajo, y un mediador con los trabajadores. Hacia 1910 Peláez trabajaba como contratista de mano de obra para dichas compañías, por lo que tenía buenas relaciones con estas y con muchos hombres de escasos recursos económicos.

## Revolución Maderista
La Revolución Maderista de 1910 trajo incertidumbre a la región, para las compañías petroleras y los rancheros locales. Los rancheros querían ensamblar la revolución de Francisco I. Madero pues esperaban guardar el control económico y político de la Huasteca lejos del gobierno central de Porfirio Díaz. A finales de 1910, Peláez organizó un grupo local pequeño para luchar en favor de Madero. En octubre de 1911, después de que Díaz fuera depuesto, Peláez fue elegido alcalde del municipio de Álamo como partidario de la política Maderista.
Sin embargo, pronto se desencantó con Francisco I. Madero, pues este comenzó a mover las fuerzas militares a conveniencia del gobierno mexicano, lo que ponía en seria desventaja a Peláez como militar, así pues Madero también comenzó a restringir las operaciones de las compañías petroleras extranjeras, poniendo en desventaja a las compañías petroleras lo que lo orillo a culpar a Madero de incapaz de calmar el bandolerismo y el malestar social de algunas facciones que siguieron a la revolución. En octubre de 1912, él se ensambló en la rebelión contrarrevolucionaria del general Félix Díaz, sobrino de Porfirio Díaz. Cuando la rebelión contrarrevolucionaria fue completamente aniquilada, Peláez buscó inmediatamente el exilio en los Estados Unidos, siendo ayudado por los magnates petroleros con los que había hecho negocios en el porfiriato.

## Lucha Constitucionalista
El general Victoriano Huerta depuso y ordenó la muerte del presidente Francisco I. Madero y del vicepresidente José María Pino Suárez en febrero de 1913, y Peláez volvió a la Huasteca en abril de ese mismo año. A su regreso se encontró con que el área se encontraba inundada de soldados constitucionalistas que luchaban contra las fuerzas federales del ahora presidente Huerta, cosa que de igual forma ponía en riesgo los intereses petroleros. Dada su popularidad y prestigio en la región, organizó sus fuerzas mediante el financiamiento de las poderosas compañías petroleras. Debido a esto, decidió en junio de 1913 ir a la Ciudad de México y conferir sus fuerzas al gobierno de Huerta, pidiendo ayuda militar en la zona para contener a los carrancistas. En el departamento de guerra, Peláez fue comisionado como comandante y se le dio fondos para combatir a los carrancistas así como más de 500 hombres. Con ellos Peláez combatió en la Huasteca a los que se decían apoyar a Venustiano Carranza pero a su manera.
En octubre de 1913, el general Pancho Villa derrotó a las tropas federales en una de las batallas con más tintes de excedente importante y tomó la ciudad de Torreón, en Coahuila. El Congreso Mexicano entonces comenzó a preguntarse la capacidad de Victoriano Huerta de traer paz a la nación. Huerta respondió a estas acusaciones cerrando el congreso y arrestando a 84 miembros del mismo. Después de este acto, Peláez decidió seguir las políticas del gobierno huertista pero como militar independiente. Otra vez a su manera y a sus intereses.
En abril de 1914, las fuerzas estadounidenses tomaron la ciudad de Veracruz, a sangre y fuego y entonces en mayo, las fuerzas constitucionalistas tomaron la ciudad de Tampico. Peláez vislumbró que el gobierno de Huerta se derrumbaría, y comenzó a temer que las fuerzas revolucionarias saldrían victoriosas de la guerra. En julio del mismo año, Victoriano Huerta se exilió del país cuando su gobierno se encontraba en agonía; lo mismo hizo Manuel Peláez al caer Huerta, aunque la lucha volvió a desatarse entre los revolucionarios. 

## Gobierno Convencionista
El general Peláez volvió a México en octubre de 1914, encontrando a los revolucionarios victoriosos pero divididos en dos facciones de oposición: los que apoyaron la dirección continuada de Venustiano Carranza, y los que apoyaron el nuevo gobierno que llamaron el gobierno de la Convención de Aguascalientes. Peláez, quien sentía aversión al gobierno de Carranza y sus seguidores, decidió apoyar al gobierno de la Convención, aparentemente dirigida por el presidente Eulalio Gutiérrez Ortiz, pero controlada realmente por Francisco Villa y Emiliano Zapata. Cuando Francisco Villa sufrió su último descalabro contra las fuerzas obregonistas del general Álvaro Obregón, que era partidario de Carranza en 1915, el gobierno de la Convención se derrumbó, y Carranza se declaró "Presidente de México".

## Gobierno de Carranza
Peláez no era partidario de los ideales de Carranza o de sus planes para tener la industria petrolera bajo el control de su gobierno, así que reorganizó sus fuerzas y las llevó al campo de batalla de nueva cuenta. La guerra de guerrillas. Peláez se otorga a sí mismo el grado de general e impone impuestos a las compañías petroleras locales para subsidiar una fuerza rebelde armada leal y bien armada. Aprovechando que Venustiano Carranza prefirió luchar contra el villismo y el zapatismo, Peláez dominó en 1916 y 1917 la región petrolera del norte de Veracruz, para beneplácito de las compañías, contrarias a la política petrolera y liberal de Carranza, y a los excesos de sus tropas; además, las compañías requerían de gran tranquilidad en la región, pues el petróleo era básico para el desarrollo de las tropas durante la Primera Guerra Mundial. Entre 1915 y 1920, el general Peláez y sus fuerzas contuvieron varias tentativas por parte del gobierno de Carranza de controlar la Huasteca.
En enero de 1915, dos meses después de que Peláez comenzó su rebelión, uno de los principales pozos de petróleo en la Huasteca explotó y se quemó espectacularmente por tres meses. Era tan confuso en ese entonces lo que causó el fuego, que ambos bandos declararon que aquel incendio fue obra de las acciones malévolas del otro. La opinión que prevalecía por muchos años era que Peláez y sus fuerzas comenzaron el fuego cuando las compañías petroleras rechazaron pagarles el dinero que él exigía. Otras versiones dicen que uno de los comandantes de Carranza había ordenado cerrar una de las estaciones de bombeo de agua en venganza con la compañía petrolera que no pagaba impuestos al gobierno. Cada quien tenía su versión.
Peláez era un estratega acertado que mantuvo al ejército de Venustiano Carranza a la defensiva por cinco años, si bien es cierto, los constantes ataques al villismo y al zapatismo eran tomados con prioridad en la mente de Carranza. El suyo coordinó libremente pero las fuerzas bien pagadas de la guerrilla nunca sumaron más de 3000. Mientras que él nunca ocupó una ciudad importante, su control del campo fue raramente desafiado. El terreno densamente frondoso, las extensas vías fluviales, su acceso a armas y municiones y el apoyo de la población local contribuyeron a su éxito en lanzar ataques al azar, de sorpresa, contra las guarniciones de Carranza, los trenes de la nómina de pago, y las tuberías. Sus soldados intimidaban, asesinaban, robaban e incendiaban guarniciones carrancistas y propiedades petroleras a su antojo, dejando a los nativos huastecos, en su mayoría, ilesos. Cinco campañas carrancistas entre 1917 y 1918 no lograron someterlo.
En 1916 y 1917, Félix Díaz procuró derrocar el gobierno. Ambas veces Peláez ofreció ayuda financiera y moral, pero en 1918 Peláez retiró formalmente la ayuda a Díaz cuando llegó a ser evidente que este no tenía capacidad para triunfar. Peláez también comenzó a organizar negociaciones con el movimiento zapatista de Emiliano Zapata durante 1918 y 1919, sin embargo lo único que estos dos tenían en común era su lucha contra Venustiano Carranza, así que nunca alcanzó un acuerdo.
En octubre de 1919, Peláez tenía al agente consular americano William O. Jenkins, “arrestado” en Puebla,  para desconcertar al gobierno de Venustiano Carranza; queriendo demostrar al gobierno estadounidense que Carranza no podía controlar el descontento de las otras facciones ni siquiera en las ciudades principales. Jenkins sería más adelante rescatado ileso el mismo mes, pero fue arrestado inmediatamente por la policía de Venustiano Carranza para que la conspiración desconcierte el gobierno. Cuando la Primera Guerra Mundial y Venustiano Carranza tomó una actitud menos radical, la importancia estratégica de Peláez, fue disminuyendo.
Peláez y sus hombres se sostuvieron a menudo con los recursos de las compañías petroleras extranjeras, pero la vida de este llegó a ser más compleja que esta simple rutina. Peláez gozó en gran medida de la ayuda popular local, convirtiéndose en símbolo de resistencia civil contra las políticas del gobierno. Mientras la guerra civil se luchaba aun en México, trayendo la destrucción, la pobreza, y el hambre a muchas partes del país; la región productora de aceite de Huasteca seguía siendo un enclave de prosperidad. Ahí no había miseria. Las operaciones del aceite se ampliaban constantemente, y las compañías petroleras proveyeron a sus trabajadores de paga y de fuentes regulares de alimento y de otras mercancías, que fueron importadas fácilmente. Los grandes productores de petróleo siempre tuvieron miedo a los revolucionarios, por lo que vieron a Peláez como defensor de sus intereses.
El 9 de septiembre de 1919, Peláez, Félix Díaz y Gildardo Magaña Cerda, sucesor de Emiliano Zapata, publicaron un comunicado oficial común al presidente Woodrow Wilson que impulsaba el reconocimiento de sus beligerancias, con la esperanza de que los Estados Unidos de alguna manera intercedieran en su favor y depusieran a Carranza, nada de esto se logró.

## Gobierno de Obregón
Antes de 1919, Carranza demostraba ser ineficaz e impopular. La población favoreció la ascensión de Álvaro Obregón para la elección 1920, pero Carranza hizo todo en su poder para prevenir la elección de Obregón. En la víspera de las elecciones de 1920, los partidarios sonorenses de Obregón iniciaron la Rebelión de Agua Prieta quitándole a Venustiano Carranza mucho de su poder militar. Peláez acordó apoyar a la rebelión de Obregón, por lo que cuando Carranza procuraba huir a Veracruz, Rodolfo Herrero , subordinado de Peláez, llegó junto con su gente hasta él y lo mató, cuando el presidente Venustiano Carranza dormía en un jacal del poblado de Tlaxcalantongo, en la Sierra de Puebla. Para su suerte, Peláez fue recompensado, uniéndose a sus filas como uno de los generales de confianza, además de ser secretario de operaciones militares en la región Huasteca y Tampico.

## Últimos días en el Ejército
Cuando Peláez se unió al gobierno de Obregón perdió libertad para operar de forma independiente. Se hizo responsable ante el mando militar a Obregón. Nunca volvió a verse de frente con Obregón, y posteriormente se trasladó a Los Ángeles, en Estados Unidos, en abril de 1921 por comisión militar. Sus lugartenientes procuraron renovar las hostilidades pero no afectaron seriamente al gobierno central y fueron desarmados a finales de 1921. 
Volvió a México en 1923 con intenciones de ensamblar la Rebelión delahuertista, pero fue arrestado antes de poder participar. Algunos meses después de que la rebelión fue derrotada fue liberado y marchó a su rancho de Tierra Amarilla, donde vivió pacíficamente y sin muchos recursos hasta su muerte, acaecida el 13 de agosto de 1971, en la Ciudad de México; fue sepultado en el Panteón Español. Su familia no conservó sus propiedades, ya que fueron expropiadas por el gobierno. Vivió un largo periodo exiliado en Houston, Texas.